# Vernachlässigte Krankheiten
Die vernachlässigten tropischen Krankheiten (engl. als neglected tropical diseases, kurz NTDs bezeichnet) sind eine Gruppe von tropischen Krankheiten, die überdurchschnittlich oft in ärmeren Ländern bzw. bei ärmeren Bevölkerungsgruppen auftreten. Die genaue Auflistung der sogenannten vernachlässigten Krankheiten ist je nach Quelle unterschiedlich, wobei die WHO derzeit 20 armutsassoziierte Tropenkrankheiten in dieser Form priorisiert. Mittlerweile hat die WHO die Bekämpfung der NTDs in die Ziele für nachhaltige Entwicklung eingebunden und einen Plan entworfen, wie bis 2030 dabei vorgegangen werden soll, wie Anfang 2021 bekannt wurde.
Im Gegensatz zu anderen in Entwicklungsländern verbreiteten Krankheiten, wie AIDS, Tuberkulose und Malaria, welche größere Aufmerksamkeit und Forschungsgelder erhalten, zeichnen sich NTDs dadurch aus, dass arme Menschen unverhältnismäßig stark von ihnen betroffen sind. Obwohl rund 1,7 Milliarden Menschen, also rund jeder fünfte, von diesen Krankheiten betroffen sind, werden sie gleich mehrfach vernachlässigt; die entsprechende Arzneimittelforschung ist für die Pharmaindustrie nicht attraktiv, da es kaum kaufkräftige Kundschaft gibt, und auch die Gesundheitspolitik der betroffenen Länder tut wenig gegen die Verbreitung der NTDs. Obwohl sie 11 Prozent aller Krankheiten weltweit ausmachen, war nur rund 1 Prozent der zwischen 2000 und 2011 neu zugelassenen Wirkstoffe für Arzneimittel gegen vernachlässigte Krankheiten bestimmt.
Das Deutsche Netzwerk gegen vernachlässigte Tropenkrankheiten (DNTDs) nennt als Gründe für deren hohe Verbreitung einen begrenzten bis nicht vorhandenen Zugang zu sauberem Trinkwasser, ausreichender Ernährung sowie angemessener medizinischer Versorgung. Nach Angaben der Weltgesundheitsorganisation sind (2020) rund 25 Prozent der Weltbevölkerung von einer Parasitose durch Würmer (Helminthen) betroffen.

## Merkmale der NTDs
Wo NTDs auftreten, fehlt es den betreffenden Menschen an wesentlichen Lebensgrundlagen, folgende Merkmale gehen typischerweise mit dem Auftreten von armutsassoziierten Tropenkrankheiten einher:
- NTDs werden in der Regel durch Parasiten, Bakterien oder Viren, zumeist in tropischen Ländern, verursacht.[4]
- Laut Deutschem Zentrum für Infektionsforschung zählen NTDs zu den häufigsten Krankheitsursachen in Afrika.[6]
- Über die Hälfte der Betroffenen sind Kinder.[2]
- Sind Kinder bereits in ihrer Entwicklung von NTDs beeinträchtigt, leidet oftmals auch ihre körperliche Leistungsfähigkeit im Erwachsenenalter.[3]
- NTDs führen meist nicht zum Tod, aber sie verlaufen in der Regel chronisch und mindern die Lebensqualität und die Produktivität der Betroffenen.[4]
- Symptome der NTDs sind oft zeitverzögert und unspezifisch, was eine Selbstdiagnose erschwert und ein weiterer Grund für verspätete oder unterlassene medizinische Versorgung ist.
- In Kriegs- und Krisengebieten berichten Ärzte ohne Grenzen von einer erhöhten Verbreitung von NTDs, unter anderem weil es an Medikamenten fehlt oder diese für Betroffene nicht bezahlbar sind.[3]
- Schätzungen zufolge stirbt jährlich etwa eine halbe Million Menschen direkt oder indirekt an NTDs.[4]
- Die Anzahl der weltweit durch NTDs verlorenen gesunden Lebensjahre (DALY) ist erheblich.[7]

## Die Big Five unter den NTDs
Die sogenannten „Big Five“ der vernachlässigten tropischen Krankheiten sind für 90 Prozent der gesamten Erkrankungen verantwortlich. Die hygienischen Bedingungen, unter denen sie sich verbreiten, gehen oft mit mangelhafter Kanalisation sowie unzureichender Trinkwasserqualität einher. Die vier hier genannten Wurmerkrankungen verbreiten sich über Zwischenwirte, die im Wasser leben. Im Zusammenhang mit der COVID-19-Pandemie besteht ein weiteres Problem darin, dass Wurminfektionen bei Betroffenen die Wirksamkeit von Impfungen gegen andere Krankheitserreger (einschließlich dem Influenzavirus) herabsetzen können.

### Filariose, „Fadenwurmbefall“
Filariose, zu der u. a. Elephantiasis zählt, ist eine Wurmerkrankung, die das Lymphsystem befällt und so Lymphödeme verursacht. Unterschiedliche Körperteile wie Beine, Füße und Arme der Menschen können sich um ein Vielfaches vergrößern und so dick werden wie die von Elefanten, wie der Beiname Elefantiasis bereits andeutet. Bei Männern kann es auch zum Lymphstau im Hodensack kommen, der so groß wie ein riesiger Medizinball werden kann. Die Verursacher sind Fadenwürmer, und bei etwa 40 Millionen Menschen hat die Krankheit bereits zu so ausgeprägten Lymphschwellungen geführt, dass ihre Beweglichkeit dadurch stark eingeschränkt ist, bis hin zur Unfähigkeit, sich ohne fremde Hilfe fortzubewegen.
Auch der Erreger der Flussblindheit ist ein Fadenwurm (Onchocerca volvulus).

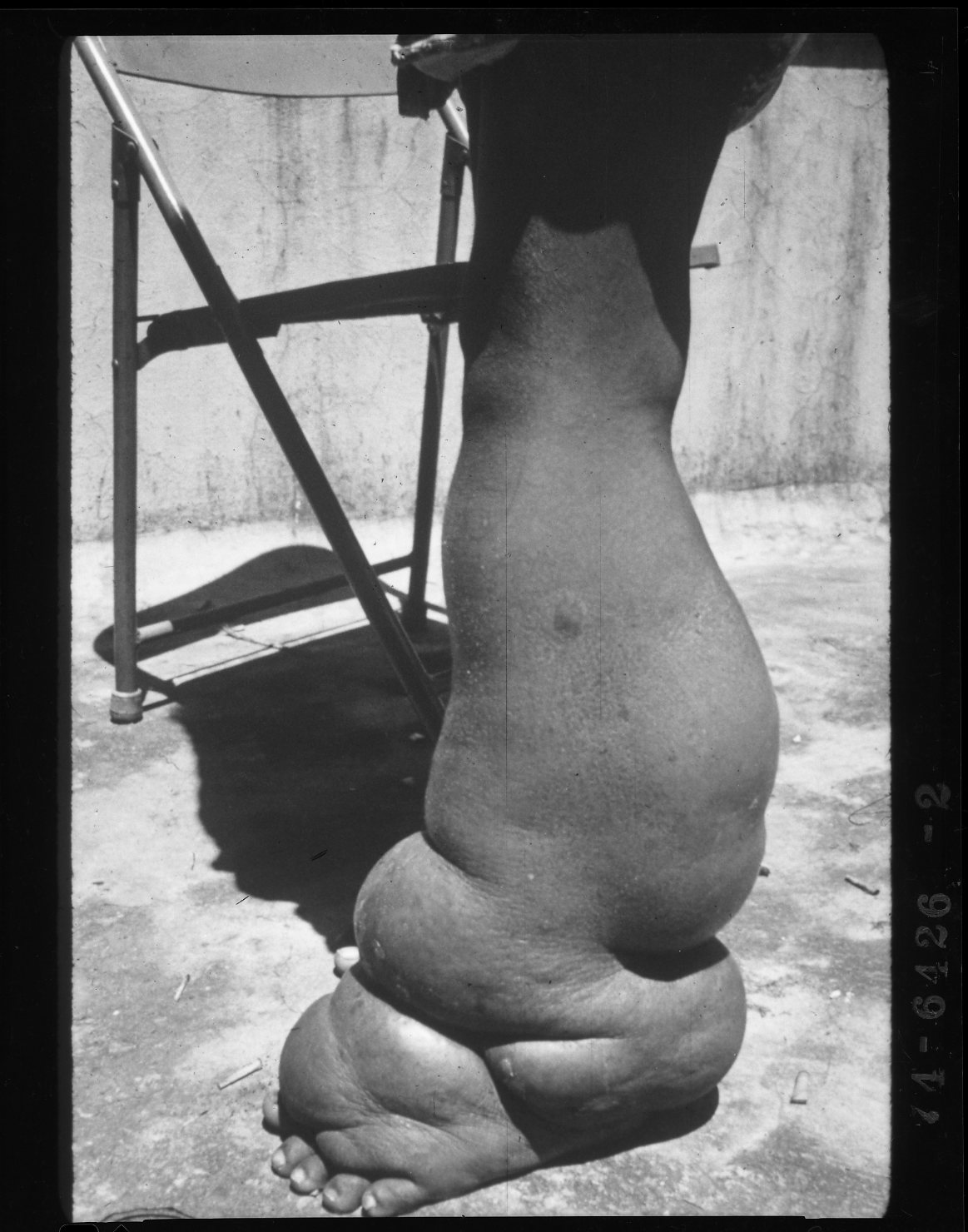
Elephantiasis kann an unterschiedlichen Körperteilen auftreten, betroffenes Bein

### Onchozerkose, „Flussblindheit“
Über 30 Millionen Menschen sind weltweit mit Flussblindheit infiziert, einer durch Fadenwürmer ausgelösten Filarieninfektion, die zu unheilbarer Erblindung führt, wenn die Würmer in den Augen absterben, wo sie Entzündungen verursachen. Nach Angaben der Christoffel-Blindenmission sind Subsahara-Afrika, einige Teile Südamerikas sowie der Jemen am stärksten betroffen. Über 99 Prozent der mit Filarien Infizierten leben in Afrika. Der Name Flussblindheit geht auf den Übertragungsort der Krankheit zurück; da Kriebelmücken als Zwischenwirte fungieren. Die Gefahr einer Infektion mit diesen Fadenwürmern ist überall dort besonders groß, wo sich sowohl die Mücke als auch bereits Erkrankte aufhalten, die unbemerkt neue Wurmeier in Umlauf bringen.
An der Universität Bonn wird derzeit nach neuen Biomarkern geforscht, die eine schnelle und eindeutige Testung anhand von Urinproben ermöglicht.

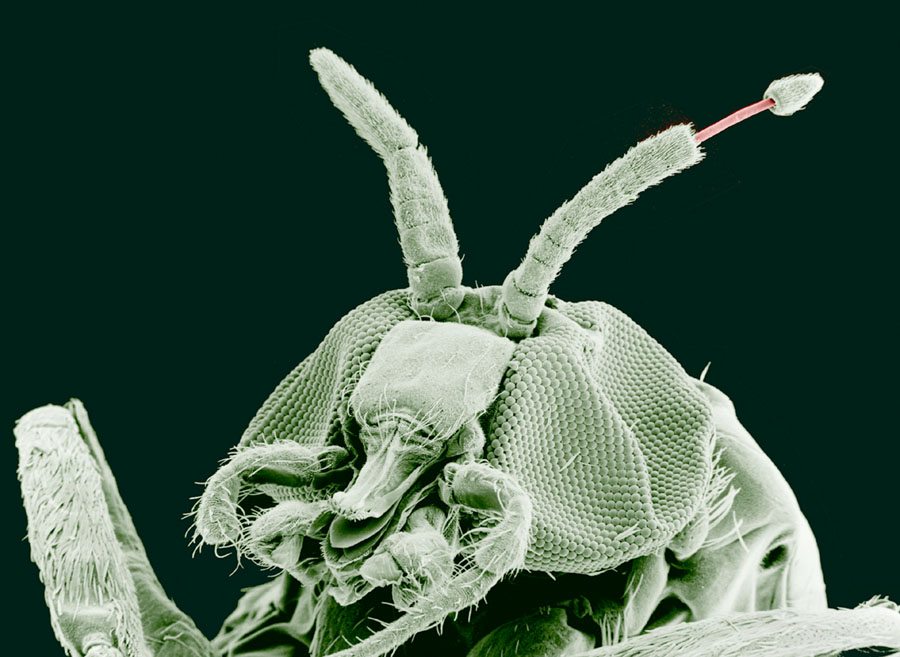
Makroaufnahme einer Kriebelmücke, Zwischenwirt für Flussblindheit
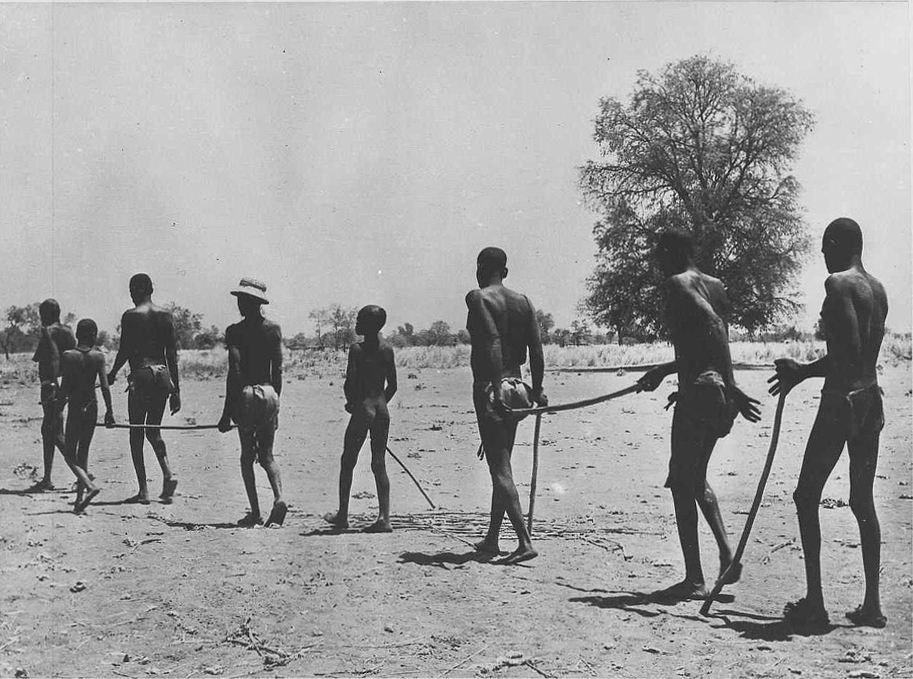
Von Flussblindheit betroffene Erwachsene werden von Kindern geführt
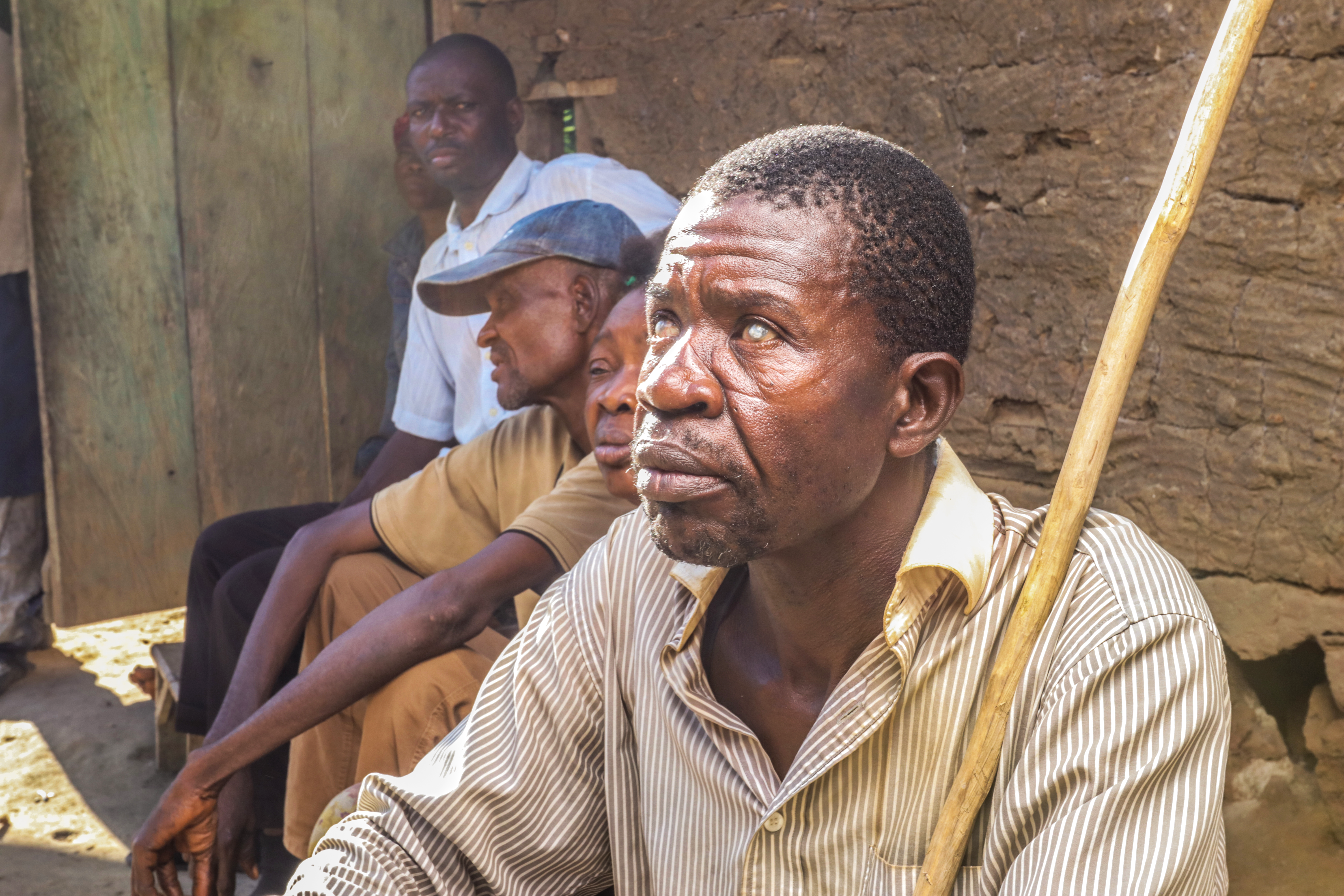
Von Onchozerkose Betroffener in Kamerun

### Trachom, „Körnerkrankheit“
Trachom ist weltweit die häufigste Erblindungsursache, die rund 137 Millionen Menschen bedroht und auf eine bakterielle Infektion zurückgeht. Der Erreger, der zum Bakterienstamm Chlamydia trachomatis zählt, überträgt sich entweder durch direkten Kontakt mit Augen- oder Nasensekret Infizierter oder durch Fliegen. Mehrfach auftretende Infektionen der Bindehaut führen mit der Zeit zu Vernarbungen. Dabei drehen sich die Augenwimpern krankheitsbedingt nach innen und irritieren die Hornhaut durch Reibung, sodass diese auf Dauer eintrübt und das Auge erblindet. Durch eine relativ einfache Lidoperation kann dieser Prozess unterbrochen und das Augenlicht gerettet werden. Frauen sind bis zu viermal häufiger von Trachomen betroffen als Männer. In der äthiopischen Amhara-Region tritt die Krankheit am stärksten auf; dort sind über 60 % der ein- bis neunjährigen Kinder davon betroffen.

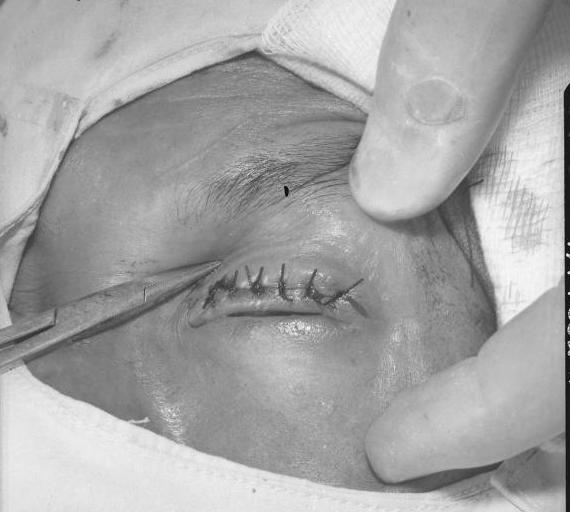
Operation bei Trachom

### Schistosomiase, „Bilharziose“
Gleich nach Malaria ist Bilharziose (Wurmerkrankung) die zweithäufigste parasitäre Tropenerkrankung weltweit. Der Erreger ist ein Saugwurm, der sich vom menschlichen Blut ernährt und diverse Organe schwer schädigen kann. Die Larven entwickeln sich in Süßwasserschnecken (wie z. B. Apfelschnecken), und die Infektion erfolgt durch Kontakt mit diesem Süßwasser oder den Verzehr roher Schnecken. Um die Verbreitung von Schistosomiase einzudämmen, ist eine Massenbehandlung mit  Praziquantel oder ggf. Oxamniquin in stark betroffenen Gebieten ein möglicher Weg. Am Bernhard-Nocht-Institut für Tropenmedizin sollen Schnelltests für Bilharziose weiterentwickelt werden, um die Betroffenen gezielter behandeln zu können.
Eine Sonderform von Bilharziose kann bei Frauen zudem Unfruchtbarkeit verursachen sowie HIV begünstigen.

Verbreitungsgebiet von Schistosomiase (2012)
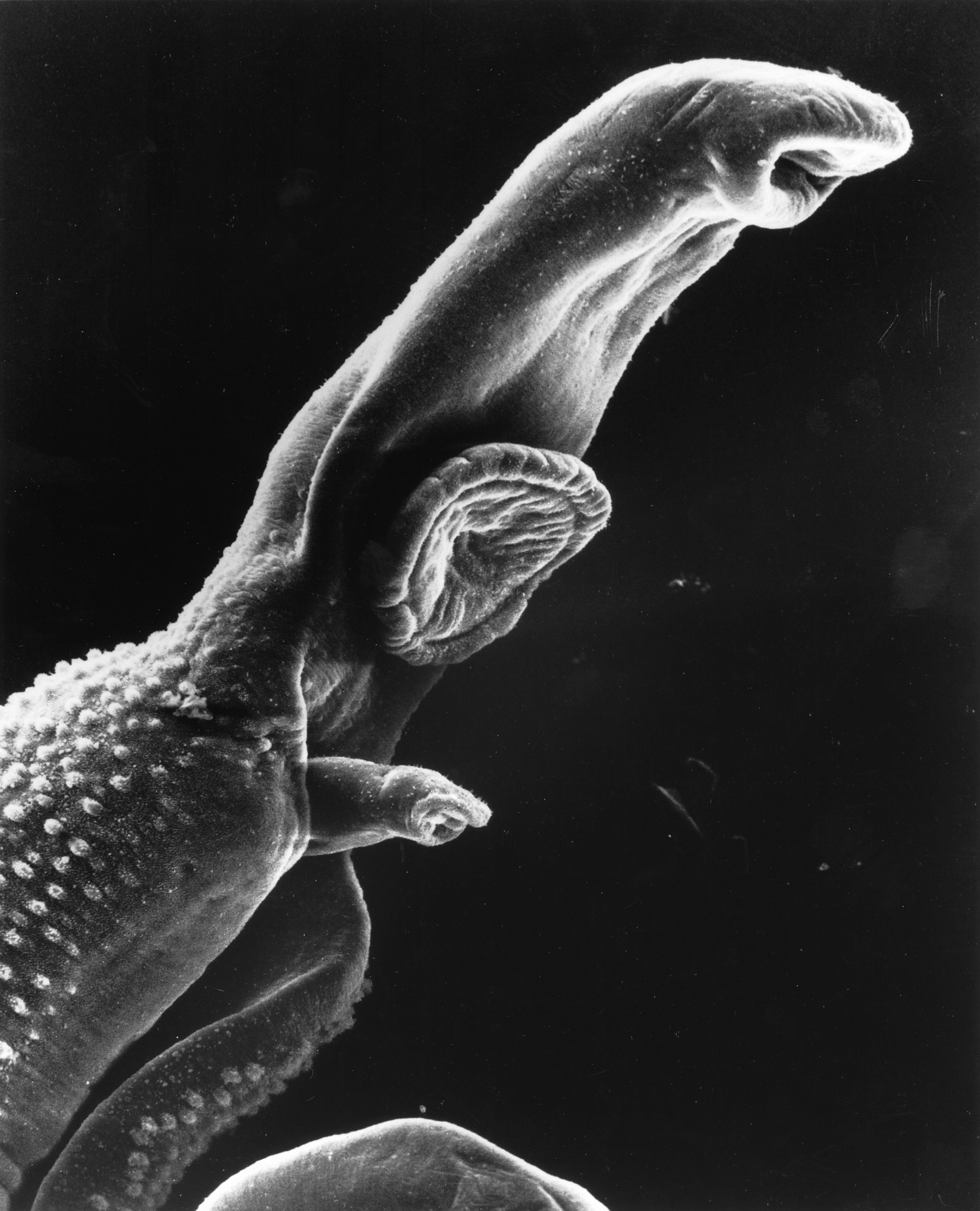
Makroaufnahme des Parasiten, der Schistosomiase hervorruft
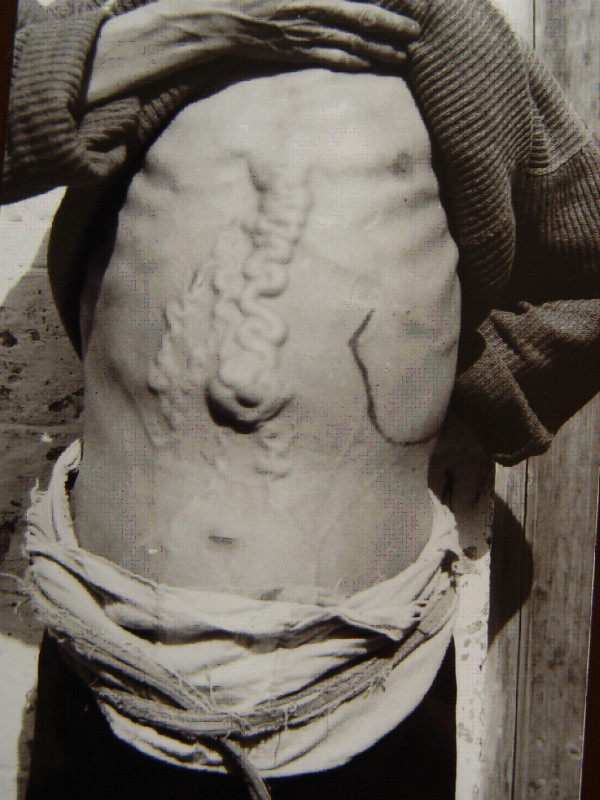
Von Schistosomiase Betroffener (China)
Bilharziose Kreislauf

### Parasitosedurch Boden-übertrageneWurmerkrankungen(Geohelminthen)
Die Eier des Spulwurms (Ascaris lumbricoides) und der Peitschenwürmer werden oral aufgenommen und vom Menschen mit dem Kot ausgeschieden. Hakenwürmer können sich dagegen auch durch die Haut ihres Wirts bohren. Nach Schätzungen der Deutschen Lepra- und Tuberkulosehilfe sind etwa 880 Millionen Menschen, insbesondere Kinder von diesen Parasiten betroffen. Der Befall mit Darmwürmern (auch Helminthen genannt) geht mit folgenden Symptomen einher: Durchfall, Schwächegefühl, Gewichtsverlust und Blutarmut (Anämie). Bei Kindern ist darüber hinaus die schulische Leistungsfähigkeit deutlich herabgesetzt.

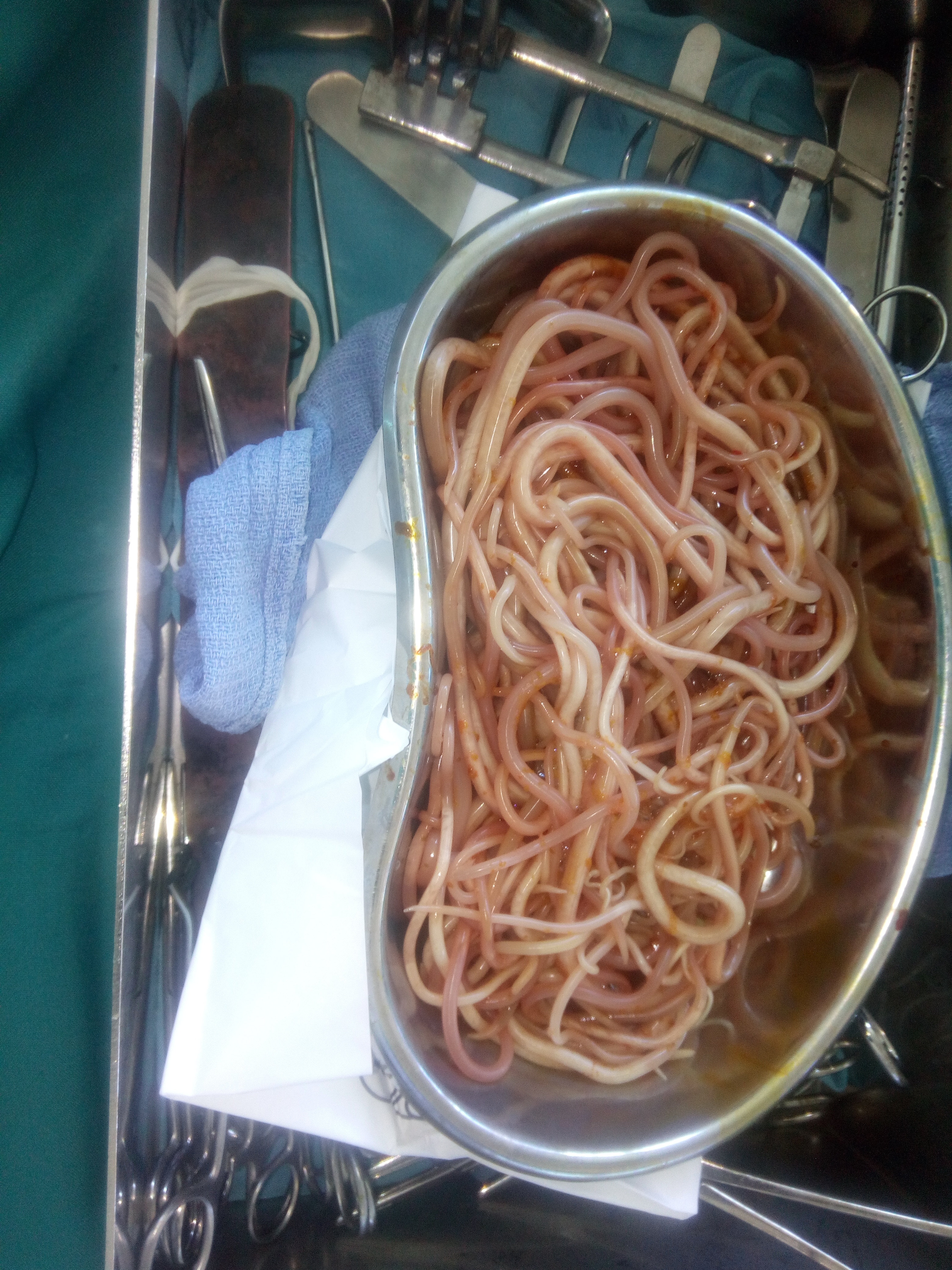
Spulwürmer, die zu einem Darmverschluss geführt hatten, nach der Entfernung

## Einteilung der NTDs nach unterschiedlichen Ursachen

### VonTrypanosomenausgelöste Krankheiten
- Kala-Azar (Leishmaniose der Eingeweide). Behandlungen existieren, Impfstoffe sind noch in Entwicklung.
- Afrikanische Schlafkrankheit. Sie wurde während der Kolonialzeit fast ausgerottet und unter Kontrolle gehalten, doch nach dem Ende des Kolonialismus nahmen die Fälle zu. Behandlungsmöglichkeiten existieren: Melarsoprol ist toxisch und erzeugt Nebenwirkungen; als Alternative existiert einzig Eflornithin.
- Chagas-Krankheit (amerikanische Schlafkrankheit). Kein Impfschutz existent; Behandlungsmöglichkeiten für das Frühstadium der Infektion existieren, sind aber unökonomisch. Die heutigen Medikamente erzeugen schwere Nebenwirkungen. Chagas bedeutet für den Erkrankten jahrelange, die Lebensqualität mindernde Symptome.

### Wurmerkrankungen(Helminthosen)
Ein Teil der Würmer nutzt einen Zwischenwirt, der im Wasser lebt, wie z. B. eine Mückenlarve oder eine Wasserschnecke, während sich bodenübertragene Helminthosen unabhängig vom Vorhandensein eines Gewässers verbreiten können.

#### Wasser-übertragene Helminthosen
- Schistosomiase. Kostengünstiges Praziquantel kann die Krankheit effektiv behandeln, aber die erneute Infektion nicht verhindern.
- Lymphatische Filariose (Elephantiasis). Die für diese Krankheit verantwortlichen Filarien können durch verschiedene Mückenarten übertragen werden, darunter auch einheimische wie die Gemeine Stechmücke.
- Onchozerkose (Flussblindheit).
- Dracontiasis (ausgelöst vom Medinawurm). Die Ausrottung war für 2009 geplant, was jedoch nicht gänzlich gelang.
- Taeniasis/Cysticercosis.
- Echinokokkose.
- Lebensmittelbasierte Trematodeninfektionen.

#### Boden-übertragene Helminthosen
- Ascariasis (Befall mit Spulwürmern), deren Eier oral aufgenommen werden oder deren Larven durch die Haut eindringen. Krankheitsprävention bedingt Abwasserbehandlung und Nahrungsmittelhygiene. Dasselbe gilt für Peitschenwürmer (Trichuris trichiura) und Hakenwürmer (Ancylostoma duodenale).[11]

### Bakterielle Infektionen
- Lepra.
- Buruli-Ulkus. Schwere Ulzeration der Haut, Antibiotika sind nicht effektiv. Das infizierte/geschädigte Gewebe muss chirurgisch entfernt werden, was in Verstümmelungen resultiert.
- Trachom. Die „Ägyptische Körnerkrankheit“ ist eine bakterielle Infektion des Auges. Sie ist in tropischen Entwicklungsländern die häufigste Erblindungsursache.
- Frambösie.

### Virale Erkrankungen
- Dengue-Fieber. Die Flaviviren werden durch den Stich einer Gelbfiebermücke (Stegomyia aegypti, früher Aedes-aegypti) oder der Asiatischen Tigermücke, die sich inzwischen auch in Europa ausbreitet, übertragen. Die Erstinfektion ist üblicherweise nicht fatal, aber die Infektion mit einem Serotyp erhöht die Gefahr, die von einer Zweitinfektion mit einem anderen Serotyp ausgeht. Die Folge davon ist das sehr gefährliche hämorrhagische Dengue-Fieber. Es existiert keine Heilmethode, weder für die Erstinfektion noch für das hämorrhagische Fieber. Nur Palliativmedizin ist möglich.
- Chikungunya. Das Chikungunya-Virus wird ebenfalls durch die Gelbfiebermücke und die Asiatische Tigermücke übertragen.
- Tollwut.

### Weitere Krankheitsbilder
- Vergiftung durch Schlangenbisse oder Insektengift
- Krätze und andere durch Ektoparasiten ausgelöste Erkrankungen der Haut.
- Chromoblastomykose, Myzetom, tiefe Mykosen.

## Maßnahmen zur Bekämpfung von NTDs
Zwischen 2012 und 2020 sollten die wichtigsten Risikofaktoren für die Verbreitung von NTDs deutlich reduziert werden, indem man sich in London darauf einigte, den Zugang zu sauberem Trinkwasser und sanitären Anlagen zu verbessern, die Lebensbedingungen zu verbessern sowie die Gesundheitssysteme zu stärken und das medizinische Wissen in den betroffenen Regionen allgemein zu steigern.
Bis 2020 gelang es somit in 42 Ländern eine oder mehrere der Tropenkrankheiten, welche von der WHO als NTDs definiert wurden, auszurotten. Unter anderem wurde dies durch die Zusammenarbeit von NGOs, Gesundheitssystemen und Pharmaunternehmen (die Medikamente spendeten) ermöglicht. Problematisch war allerdings die zu starre Ausrichtung auf einzelne Erkrankungen, die weder Wechselwirkungen bei mehrfach Betroffenen, noch gemeinsame Möglichkeiten, diesen adäquat zu begegnen, ausreichend berücksichtigte.
Im Jahr 2020 erarbeitete die Weltgesundheitsorganisation eine Roadmap, die als Grundlage für die Schritte in den Jahren bis 2030 dienen soll. In der Einführung (siehe PFD: Executive Summary) wird zwar der bisherige Fortschritt positiv bewertet, dennoch wird offensichtlich, dass die Ziele, die 2012 in London formuliert wurden, nicht annähernd erreicht wurden.

### Die Londoner Deklaration (2012–2020)
Bereits im Jahr 2012 setzte sich die Weltgesundheitsorganisation Ziele hinsichtlich der Bekämpfung vernachlässigter tropischer Krankheiten, die in der London Declaration on Neglected Tropical Diseases formuliert wurden. Folgende Etappenziele sollten bis 2020 umgesetzt werden:
- Ausrottung von parasitären Krankheiten, die durch Medinawurm hervorgerufen werden.
- Deutliche Reduktion, mit dem mittelfristigen Ziel der Ausrottung von Filariose, Lepra, „Schlafkrankheit“ (Afrikanische Trypanosomiasis) sowie Erblindung aufgrund von Trachom bis 2020.
- Bereitstellung von Medikamenten, die es bis 2020 ermöglichen, folgende Krankheiten unter Kontrolle zu bringen; Schistosomiase („Bilharziose“), Boden-übertragene Wurmerkrankungen (Helmithosen), Onchozerkose („Flussblindheit“), die Chagas-Krankheit sowie Viszerale Leishmaniose.
- Intensivierung von Forschung und Entwicklung durch zusätzliche Partnerschaften, die die Entwicklung von Medikamenten gegen NTDs beschleunigen sollen.
- Intensivierung der Koordination und effizientere Zusammenarbeit auf nationaler und internationaler Ebene mit Hilfe von privaten und öffentlichen Organisationen.
- Finanzierungspläne sollen gemeinsam mit den betroffenen Ländern erstellt werden, um die NTDs besser unter Kontrolle zu bringen.
- Bereitstellung technischer Unterstützung für die Bewertung, Erfassung und Überwachung der oben genannten Maßnahmen.[7]

### Die WHO-Roadmap (2021–2030)
Die von der WHO vorgelegte Roadmap ist ein sehr detailliertes und umfangreiches Dokument mit zahlreichen Einzelzielen hinsichtlich einzelner NTDs sowie regionaler und überregionaler Maßnahmen.
Im Deutschen Ärzteblatt erschien 2020 eine Zusammenfassung der wichtigsten Punkte, die bis 2030 hinsichtlich des Kampfes gegen vernachlässigte Tropenkrankheiten umgesetzt werden sollen:
- Die Anzahl der von NTDs Betroffen soll um 90 Prozent reduziert werden.
- Mindestens zwei der als NTD gelisteten Erkrankungen sollen komplett ausgerottet werden.
- Mindestens eine der als NTD gelisteten Erkrankungen soll in 100 Ländern vollständig eliminiert werden.
- Die Anzahl der krankheitsbedingt verlorenen gesunden Lebensjahre (siehe:DALY) soll um 75 Prozent gesenkt werden.

Die WHO-Roadmap definiert globale Ziele und Maßnahmen, durch welche die Zusammenarbeit sowie der Erfahrungsaustausch sämtlicher an der Bekämpfung der NTDs beteiligten Akteure intensiviert und effizienter gestaltet werden soll.